# Arnaldo D’Espósito
Arnaldo D’Espósito (* 30. August 1907 in La Boca/Buenos Aires; † 22. August 1945 ebenda) war ein argentinischer Komponist, Pianist und Dirigent.
D’Espósito begann seine musikalische Ausbildung bei Ernesto Drangosch und Miguel Mastrogiovanni und setzte sie bei Jorge de Lalewicz (Klavier), Athos Palma und Floro Ugarte (Harmonielehre) und Constantino Gaito (Komposition) fort. Er wirkte als Dozent am Conservatorio Nacional und Dirigent der Ballettaufführungen am Teatro Colón. Er wurde 1937 mit dem Premio Municipal de Música der Stadt Buenos Aires und erhielt zweimal den Premio Municipal de Ópera y Ballet und einmal den Premio de la Comisión Nacional de Cultura.
Neben Klavier- und kammermusikalischen Werken und Liedern komponierte D’Espósito u. a. eine sinfonische Dichtung, drei Ballette und die Oper Lin Calel. Eine Oper nach Lope de Vega und eine Messe blieben unvollendet.

## Werke
- Quinteto para piano y cuerdas, 1937
- Tres Preludios y tres Fugas para piano en homenaje a Bach
- Cuarteto con piano
- Sonata para violín y piano
- Tango, Ballett, 1933
- Cuento de Abril, Ballett, 1940
- Ajedrez, Ballett, UA 1950
- Humoreske, Divertimento für Orchester
- Concierto para piano y orquesta, 1943
- Rapsodia del Tango, sinfonische Dichtung, 1938
- Preludio, UA 1955
- Lin Calel, Oper (Libretto von Víctor Mercante nach Eduardo Ladislao Holmberg)